# De tre kungarikenas krig
De tre kungarikenas krig (engelska: Wars of the Three Kingdoms) var en serie väpnade konflikter som ägde rum i Skottland, Irland och England mellan 1639 och 1651, då dessa tre länder lydde under samme kung.
Dessa konflikter handlade om kungens makt i förhållande till kyrkan och parlamentet: Skulle kungen eller prästerskapet vara kyrkans överhuvud? Skulle kungen ha rätt att ta ut skatter och sätta upp beväpnade styrkor utan parlamentets godkännande?
Krigen hade och ett nationellt inslag eftersom Irland och Skottland öppet ifrågasatte Englands överhöghet bland de tre kungarikena. Det engelska parlamentets (under Oliver Cromwell) seger över kungen, irländarna och skottarna lade grunden för dagens Storbritannien som en konstitutionell monarki, med London som maktcentrum.  
Vid samma tid ägde en rad liknande konflikter rum i Europa — som Fronden i Frankrike och upproren i Nederländerna, Katalonien och Portugal mot det spanska styret. En del historiker betraktar denna period som en av de allvarligaste politiska kriserna i Europas historia, kännetecknad av konservativa samhällsgruppers uppror mot absoluta monarker med centralistiska ambitioner.
Krigen som räknas till de tre kungarikenas krig är:
- Biskopskrigen
- Irländska konfederationskrigen
- Skotska inbördeskriget
- Engelska inbördeskriget
  - Första engelska inbördeskriget
  - Andra engelska inbördeskriget
  - Tredje engelska inbördeskriget

## Bakgrund
De tre kungarikena hade nyligen fått samme monark. Sedan 1541 hade Englands monarker också styrt kungariket Irland genom det irländska parlamentet, medan Wales blivit en del av kungariket England. När Jakob VI av Skottland 1603 också blev Jakob I av England började problemen.